# Mario Venditti
Mario Venditti (Cerreto Sannita, 1889 – Napoli, 1964) è stato un avvocato e politico italiano.

## Biografia
Nacque da famiglia di tradizioni liberali, figlio dell'avvocato e politico liberale Antonio Venditti, genero di Emanuele Gianturco e parente del commediografo Roberto Bracco. Si avviò presto alla carriera forense, diventando un protagonista del foro penale; nello stesso tempo si consacrò alla poesia, dando alle stampe alcune raccolte di versi, caratterizzandosi come poeta simbolista.
Iscritto al Partito liberale, dopo la liberazione entrò negli organi dirigenti del PLI, venne eletto senatore nel 1948 e fu Sottosegretario alla pubblica istruzione nel 1949.
Fu di nuovo senatore dal 1958 al 1963, dopo una legislatura d'assenza dovuto alla sua momentanea adesione all'Alleanza Democratica Nazionale, gruppo estemporaneo creato da Epicarmo Corbino e da altri esponenti della sinistra liberale al fine di sabotare il funzionamento di quella che venne soprannominata "Legge truffa".

## Opere
- Il terzetto (Poesie), Napoli 1911, Perrella.
- L'estrema parola d'un fantaccino (Poemetto), Napoli 1915, Casella.
- Il burattino e la pialla (Prose), Ferrara 1918, Taddei.
- Il cuore al trapezio (50 poesie), Ferrara 1921, Taddei.
- Lionello Fiumi (Appunti critici), Napoli 1921, Giannini.
- Ombre volti paesi fantasie, Napoli 1927, Morano.
- Distilleria di contrabbando (Aforismi), Napoli 1927, Morano.
- Il nottambulo deluso (Poesie), Lanciano 1931, Carabba.
- Il guanciale di pietra, Lanciano 1932, Carabba.
- La fatica della strada, Lanciano 1935, Carabba.
- Parole, discorsi, Roma 1937, L'Eloquenza.
- L'uomo che cammina (Poesie), Lanciano 1940, Carabba.